# Anaea anceps
Anaea anceps is een vlinder uit de familie van de Nymphalidae. De wetenschappelijke naam van de soort is voor het eerst geldig gepubliceerd in 1916 door Johannes Karl Max Röber.